# Vlaams Instituut voor Archivering
Het Vlaams Instituut voor Archivering (VIAA), oorspronkelijk genoemd als Vlaams Instituut voor digitale Archivering en ontsluiting van het Audiovisueel erfgoed heeft als doelstelling het digitaal archiveren van het Vlaamse analoge audiovisuele erfgoed, het archiveren en het beschikbaar maken van digitale multimediale data.
Het instituut werd op 21 december 2012 opgericht door de Vlaamse Regering en werkt samen met de VRT, alsook met bibliotheken, onderwijsinstellingen en instellingen voor wetenschappelijk onderzoek. In oktober 2013 wachtten nog 500.000 uur aan analoog mediamateriaal op een omzetting naar digitale dragers.
In februari 2020 werd VIAA officieel geïntegreerd in "meemoo".